# 烏洛侯

5世紀頃の東夷諸国と烏洛侯の位置。

烏洛侯（うらくこう、拼音：Wūluòhóu）は、中国の北朝時代から唐代にかけて、現在の内モンゴル自治区フルンボイル市あたりに住んでいた遊牧民族。狩猟と農耕も兼業した。唐代は烏羅渾（うらこん、Wūluóhún）、あるいは烏羅護（うらご、Wūluóhù）と表記された。

## 歴史

### 北魏の時代
太平真君4年（443年）、烏洛侯は初めて中国（北魏）に入朝した。その時、烏洛侯の使者が「烏洛侯国の西北に北魏の先帝の旧墟石室があって、民の多くが参拝している」と称したため、太武帝は中書侍郎の李敞を向かわせて確かめさせるとともに、その壁に祝文を刻ませた。

### 唐代
唐代は烏羅渾および烏羅護と呼ばれた。
貞観6年（632年）、烏羅渾の君長が遣使を送って貂皮を献上させた。
その後の烏羅渾は室韋に吸収されたらしく、室韋の構成部族の中に「烏羅護部落」というのが見える。

## 地理
地豆于の北、中国の代を去ること4500余里。烏洛侯国の西北には完水（黒龍江）があって東北の難水（松花江）と合流し、その他の小水もすべて難水に注いで東の海（オホーツク海）に出る。また西北へ20日行くと、于巳尼大水すなわち北海（バイカル湖）がある。つまり、烏洛侯国は現在の中華人民共和国内モンゴル自治区フルンボイル市にあたる。
唐代の周辺国としては、東に靺鞨、西に突厥、南に契丹、北に烏桓 があった。

## 習俗
冬は地下に部屋を掘り、夏は牧畜をする。豕（ぶた）が多く、穀麥がある。大君長はおらず、部落の莫弗（ばくふつ：部族長）が代々治めてきた。髪型は縄髪（三つ編み）で、皮の服を着て珠を装飾として身につける。民は勇しく、姦窃をしない。猟射を得意とする。楽器には箜篌（くご）があり、木槽革面に九弦を張っている。
唐代の記録として、「風俗は靺鞨と同じ」とある。